# ハッピー・チャンドラー
アルバート・ベンジャミン・チャンドラー・シニア（英語：Albert Benjamin "Happy" Chandler, Sr.、1898年7月14日 - 1991年6月15日）は、アメリカ合衆国の政治家。MLBの第2代コミッショナーである。
アルバート・ベンジャミン・チャンドラーが本名だが、大学時代にいつも笑みを絶やさないという理由から「ハッピー・チャンドラー」という愛称が付いた。

## 生い立ち
1898年7月14日にケンタッキー州コリドンで、ジョセフ・セファスとキャリー・サンダース＝チャンドラーの間に誕生した。彼の幼年期は難しいものであった。自叙伝によると、最も古い記憶は彼が4歳の時に母親が家族を捨てたことであった。彼は父親と親類によって育てられ、8歳まで家計を助けるために新聞の販売を行った。彼が16歳の時に2歳下の弟がサクランボ摘みで木から落ちて死亡した。
1917年に高校を卒業し、父親の意に反してレキシントンのトランシルヴァニア大学に「赤いセーター、5ドル札、笑顔」だけをもって入学した。大学ではバスケットボールと野球のキャプテンを務め、フットボールチームではクォーターバックとしてプレーした。彼はまたパイ・カッパ・アルファに加わったが、会員資格が否定された後カッパ・アルファに加わった。学生時代、彼は自活するため様々な仕事を行った。1918年の秋、第一次世界大戦の最中にチャンドラーは陸軍訓練部隊に志願した。部隊は11月の休戦協定成立で解散した。チャンドラーはまたセミプロ野球でいくつかの夏の間にプレーし、追加収入を得た。1920年から1921年の間にプレーしたチームの中にはノースダコタのグラフトン、ハロックが含まれた。
1921年に学士号と、生涯のニックネーム「ハッピー」を得てトランシルヴァニア大学を卒業した。その後ハーバード・ロー・スクールに進学し、高校の体育競技のコーチで収入を得た。彼は1922年にレキシントンに戻り、2年後にケンタッキー大学から法律の学位を得た。また、ベルサイユでも高校のコーチを行った。続く5年間でチャンドラーはダンビルのセンター大学のフットボールチームでアシスタントコーチを担当した。同時にベルサイユで弁護士も開業した。
チャンドラーはキースビル生まれのミルドレッド・ワトキンスに出会った。ワトキンスは結婚経験があり2歳の娘がいたが、二人は1925年11月12日に結婚した。チャンドラーはすぐにワトキンスの娘のマルチェラを継子とし、夫妻は3人の子供であるミミ・ベン・ダンをもうけた。

## 経歴
連邦上院議員を務めた後に、初代コミッショナーのケネソー・マウンテン・ランディスが1944年に死去したのに伴い、後任としてコミッショナーに就任した。当時アメリカ議会では、大リーグに対する反トラスト法の適用除外を撤廃しようとする動きが加速しつつあった。これに危機感をもった球界が、上院議員であったチャンドラーに白羽の矢を立てたのであった。コミッショナーとしての在任期間は1945年4月24日から1951年7月15日であった。
また，コミッショナー在職中の1947年4月10日にブルックリン・ドジャース傘下の3Aに所属し、後に黒人初のメジャーリーガーとなるジャッキー・ロビンソンがメジャーに初昇格した。その際、ドジャースを除く全球団が反発し、フィラデルフィア・フィリーズやセントルイス・カージナルスが「黒人を試合に出すなら、試合を放棄する」とドジャースを脅迫する事態となった。その中でコミッショナーのチャンドラーはナショナルリーグの会長であるフォード・フリックと共にドジャースを支持し、「人種のみの問題で対戦を放棄したチーム及び選手には出場停止処分を科す」と強い態度で臨むことで沈静化を図った。この働き掛けがあって4月15日にロビンソンは黒人初のメジャーリーガーとしての第一歩を踏み出すことができた。
ケンタッキー州知事を2期に渡り務めている。1982年に発展貢献者としてアメリカ野球殿堂入りを果たした。

## 参照
1. 1 2  “CHANDLER, Albert Benjamin (Happy), (1898 - 1991)”.   United States Congress. 2007年1月29日閲覧。
2. ↑  “Kentucky Governor Albert Benjamin Chandler”.   National Governors Association. 2007年1月30日閲覧。
3. 1 2 3  Powell, Robert A. (1976). “Albert Benjamin Chandler”. Kentucky Governors. Danville, Kentucky: Bluegrass Printing Company. OCLC 2690774
4. 1 2 3 4  Chandler, Happy; Trimble, Vance H. (1989). Heroes, Plain Folks, and Skunks: The Life and Times of Happy Chandler. foreword by Bob Hope. Chicago, Illinois: Bonus Books, Inc.
5. ↑  Eriksmoen, Curt (2006). Did You Know That...?: 47 fascinating stories about people who have lived in North Dakota. Vol.1. United States: McCleery & Sons Publishing. pp. 140–141. ISBN 1-931916-46-2